# Flughafen Hefei-Xinqiao

i7
i11
i13
Der Flughafen Hefei-Xinqiao (chinesisch 合肥新桥国际机场, Pinyin Héféi Xīnqiáo Guójì Jīchǎng; englisch Hefei Xinqiao International Airport) ist ein chinesischer ziviler Flughafen. Er befindet sich im Straßenviertel Gaoliu des Stadtbezirks Shushan von Hefei und ist über 30 km vom Stadtzentrum entfernt. Der Flughafen ist in der Klasse 4E. Bis 2040 sollen an dem Flughafen 42 Millionen Passagiere und 580.000 t Fracht pro Jahr abgefertigt werden.
Der international – vor allem nach Ostasien – orientierte Flughafen wurde am 30. Mai 2013 mit zunächst 630 Flügen pro Woche eröffnet und ersetzte den Flughafen Hefei-Luogang.
Der Flughafenterminal ist 800 m lang und 160 m breit. Der Terminal sieht von oben aus wie ein tropischer Fisch. Im April 2011 hat Hunter Douglas Architectural Products (China) (HDAPC) den Auftrag für das Metalldach des Terminals unterzeichnet.